# دياني كرايغ
دياني كرايغ (بالإنجليزية: Diane Craig)‏ هي ممثلة أسترالية، ولدت في 9 يونيو 1949 في المملكة المتحدة.

## وصلات خارجية
- دياني كرايغ على موقع IMDb (الإنجليزية)
- دياني كرايغ على موقع قاعدة بيانات الفيلم (الإنجليزية)